# Comic World HK
Comic World 香港，簡稱CWHK（在香港地區也常直接稱作CW），是香港一個同人誌即賣會，由商業團體舉辦，現時每年舉行兩次。

## 概要
CWHK自1998年開始舉行，數年後便成為香港最大型及最為頻繁（早期一年4屆、2002年後一年兩屆）的同人誌即賣會，每屆均有不少同人組織參與，亦有來自日本、中國大陸、台灣的同人團體，並邀請漫畫家、聲優、動畫導演、Coser團體參予訪談或表演，在場內展出和發售同人創作的作品。此外亦有愛好Cosplay、娃娃的人士參與。CWHK的大會政策和行政，亦常引起香港同人界廣泛的爭議。一些同人畫師和創作者藉此成名，並轉向全職創作，如宮千栩和塵沙沙都是同人誌轉型成的創作者。

## 活動單位
主辦單位
- COMIC WORLD HK LTD.

- 「DELETER株式會社」（前身名稱為「S.E.株式會社」），是一間漫畫美術用品生產商。社長金子寬一是「Comic World日本」的創辦人，亦是於各地Comic World的發起者，負責委託當地組織，以及向它提供協助。據官網消息，「DELETER株式會社」于2008年夏季開始停止日本本土CW的活動。

協辦單位
- DELETER 株式會社
- TC Production（天格製作，舊稱TG坊）：協助DELETER籌備活動各事宜。早於90年代初已參與同人組織及同人活動。

合作伙伴
- 香港美術用品專業中心：負責贊助獎品、SE美術用品之香港代理。

## 歷屆活動列表
| 屆數 | 日期                                                          | 位置                                                          | 邀請嘉賓                                                      |
| ---- | ------------------------------------------------------------- | ------------------------------------------------------------- | ------------------------------------------------------------- |
| 1    | 1998年8月30日                                                 | 旺角麥花臣室內場館                                            | 小笠原CHAKI                                                   |
| 2    | 1998年11月1日                                                 | 旺角麥花臣室內場館                                            |                                                               |
| 3    | 1999年2月21日                                                 | 旺角麥花臣室內場館                                            |                                                               |
| 4    | 1999年5月28日                                                 | 旺角麥花臣室內場館                                            |                                                               |
| 5    | 1999年8月29日                                                 | 旺角麥花臣室內場館                                            |                                                               |
| 6    | 1999年12月12日                                                | 旺角麥花臣室內場館                                            |                                                               |
| 7    | 2000年2月13日                                                 | 旺角麥花臣室內場館                                            |                                                               |
| 8    | 2000年5月28日                                                 | 旺角麥花臣室內場館                                            |                                                               |
| 9    | 2000年8月27日                                                 | 九龍灣國際展貿中心                                            | 結城比呂                                                      |
| 10   | 2001年1月28日                                                 | 旺角麥花臣室內場館                                            |                                                               |
| 11   | 2001年4月29日                                                 | 旺角麥花臣室內場館                                            |                                                               |
| 12   | 2001年8月26日                                                 | 旺角麥花臣室內場館                                            |                                                               |
| 13   | 2002年2月17日                                                 | 九龍灣國際展貿中心                                            | 結城比呂、冬马由美                                            |
| 14   | 2002年8月25日                                                 | 九龍灣國際展貿中心                                            | PETER NG                                                      |
| 15   | 2003年2月9日                                                  | 九龍灣國際展貿中心                                            |                                                               |
| 16   | 2003年8月31日                                                 | 九龍灣國際展貿中心                                            | 盧素娟、劉佩穎、梁偉德                                        |
| 17   | 2004年2月1日                                                  | 九龍灣國際展貿中心                                            | 林保全、陳欣、陸惠玲                                          |
| 18   | 2004年8月29日                                                 | 九龍灣國際展貿中心                                            |                                                               |
| 19   | 2005年2月20日                                                 | 九龍灣國際展貿中心                                            | 梁偉傑、余健培、佐治鋒                                        |
| 20   | 2005年8月28日                                                 | 九龍灣國際展貿中心                                            | 林丹鳳、袁淑珍、雷碧娜                                        |
| 21   | 2006年2月26日                                                 | 九龍灣國際展貿中心                                            |                                                               |
| 22   | 2006年8月27日                                                 | 九龍灣國際展貿中心                                            |                                                               |
| 23   | 2007年2月25日                                                 | 九龍灣國際展貿中心                                            |                                                               |
| 24   | 2007年8月26日                                                 | 九龍灣國際展貿中心                                            | 小克、阿德                                                    |
| 25   | 2008年2月10日                                                 | 九龍灣國際展貿中心                                            |                                                               |
| 26   | 2008年8月24日                                                 | 九龍灣國際展貿中心                                            | 張雪儀                                                        |
| 27   | 2009年1月31日-2月1日                                          | 九龍灣國際展貿中心                                            |                                                               |
| 28   | 2009年8月22日-2月23日                                         | 九龍灣國際展貿中心                                            | 張雪儀                                                        |
| 29   | 2010年2月21日                                                 | 九龍灣國際展貿中心                                            | 張雪儀                                                        |
| 30   | 2010年8月21日-8月22日                                         | 九龍灣國際展貿中心                                            | 張雪儀                                                        |
| 31   | 2011年2月13日                                                 | 九龍灣國際展貿中心                                            | 張雪儀                                                        |
| 32   | 2011年8月27日-8月28日                                         | 九龍灣國際展貿中心                                            | 新海誠                                                        |
| 33   | 2012年1月29日                                                 | 九龍灣國際展貿中心                                            | Mukoangie、丁羽                                               |
| 34   | 2012年8月25日至8月26日                                        | 九龍灣國際展貿中心                                            | 小雲、劉雲傑、塵沙沙                                          |
| 35   | 2013年2月17日                                                 | 九龍灣國際展貿中心                                            |                                                               |
| 36   | 2013年8月25日                                                 | 九龍灣國際展貿中心                                            | 陳順康                                                        |
| 37   | 2014年2月9日                                                  | 九龍灣國際展貿中心                                            | 塵沙沙                                                        |
| 38   | 2014年8月23日至8月24日                                        | 九龍灣國際展貿中心                                            |                                                               |
| 39   | 2015年3月1日                                                  | 九龍灣國際展貿中心                                            |                                                               |
| 40   | 2015年8月30日                                                 | 九龍灣國際展貿中心                                            | 馮志明、司徒劍僑、栢迪、黃榮璋先生、鄧肇基先生、張雪兒        |
| 41   | 2016年2月14日                                                 | 九龍灣國際展貿中心                                            | 三瓶由布子、黃志明、張雪儀、張振熙                            |
| 42   | 2016年8月20日至8月21日                                        | 九龍灣國際展貿中心                                            | 方淑儀、蘇裕邦、竺諺鴻                                        |
| 43   | 2017年2月5日                                                  | 九龍灣國際展貿中心                                            | 張雪儀、簡懷甄                                                |
| 44   | 2017年8月20日                                                 | 九龍灣國際展貿中心                                            | 簡懷甄、黃龍傑、黎家希、李家傑、肉感少女Neneko                |
| 45   | 2018年2月25日                                                 | 九龍灣國際展貿中心                                            | おハチぱん、周良鴻、陳健豪                                    |
| 46   | 2018年8月26日                                                 | 九龍灣國際展貿中心                                            |                                                               |
| 47   | 2019年2月17日                                                 | 九龍灣國際展貿中心                                            |                                                               |
| 48   | 2019年8月25日                                                 | 九龍灣國際展貿中心                                            |                                                               |
| 49   | 2020年2月2日                                                  | 九龍灣國際展貿中心                                            |                                                               |
| 50   | 原定於2020年8月30日舉行，但因2019冠狀病毒病香港疫情影響而取消 | 原定於2020年8月30日舉行，但因2019冠狀病毒病香港疫情影響而取消 | 原定於2020年8月30日舉行，但因2019冠狀病毒病香港疫情影響而取消 |
| 51   | 2021年5月2日                                                  | 九龍灣國際展貿中心                                            |                                                               |

## 大會政策或行政問題
歷年來CWHK舉辦，都因政策或行政問題，引起香港同人界內很大的批判，有論者甚至指責它對同人文化帶來不少負面影響。過去受爭議的問題包括：
- 改編誌問題：CWHK官方網站曾刊登文章，指責改編誌（即二次創作的同人誌）是侵犯版權。支持CWHK的論者認為改編誌不及原創作品具創意，應被限制。但批評者則指CWHK大會不了解同人誌為何物。
- Cosplay問題：CWHK 11的場刊中刊出文章，直指Cosplayer妨礙同人誌展銷，構成混亂。並臨時在該屆CW徵收50元的額外登記費。網上不滿的言論四起，直指大會分化同人界。後來導致Cosplay活動分家的走向。此人穿著普通校服，亦被大會指為「特色衣著」，以肢體拉扯方式要求付款。而大會一直沒解釋過如何界定是否要付款的「特色衣著」。終於在cw32開始正式取消cosplayer登記制度。
- 同人詞問題：曾有同人詞人士向大會申請於CW發佈同人詞作品，並獲批准。但於現場時工作人員卻臨時禁止，決策者避而不見同人詞人士，現場工作人員則命令他們須聽從大會。事後大會聲稱，不肯定同人詞是否有版權問題，但因「寧枉莫縱」而禁止，又聲稱在現場時乃首次得知有「同人詞」這事物。[8]
- 同人遊戲問題：曾有同人遊戲向大會申請，但遭禁止。有人留言批評CW打壓同人創作，大會則聲稱CW服務的是同人「誌」。[8]
- 分區問題：像同人小說、同人遊戲等，希望獲大會分區，而不是只放在「綜合」類，但大會拒絕。而大會的分區亦被批評在會場內沒有作用。
- 精品問題：自CWHK 7起，大會明文禁售「與動漫同人無關的手工藝品」，但沒有定義何謂「手工藝品」。
- 臨時砍場問題：CWHK 23在報名時，大會列明有兩個場館，但在截止報名後，因人數不足完全填滿兩個場館，於是突然砍掉其中一個場館，並宣稱無法編排進剩下場館的組織，因為「額滿」而申請無效。此事引來全港同人界強烈不滿。兩天後大會又解釋Cut場是因為九龍灣國際展貿中心有工程拒絕借場，與申請人數無關，但國際展貿中心已表明這種說法與事實不符。[9][10]
- 審查原稿問題：CWHK 23在公佈活動時間表時，在時間表內臨時加上一項事前沒公佈的規則，要求同人組織帶同漫畫原稿、高品質列印CG或印刷費單據出席。若工作人員有懷疑、前來審查時提交不到，便會被視為盜版，要收起作品及趕離會場。大會從沒交待過他們懷疑的條件，即使面對「是否對大會提出異議就會被懷疑」的提問，也拒絕回答。在爭議聲中，有日本同人組織向日方查問，引致日方宣佈派員來港視察，本地的大會亦因而收歛，沒在CWHK 23當日執行此臨時新增的規則。(此點與事實不符，日方每屆也有到員視察，而非你們所想。而不執行只為收到大家的意見，應為難以實施而請參展組織自律。)[11][12]
- 刪除異議聲音：因Cut場、審查原稿、徇私等問題，引致許多人在CW官方網站的留言板上提問、發表批評及提出改善建議。但大會宣稱有人假冒決策者名字散播不實留言（卻無法指出什麼留言是冒名或不實），又私自刪掉部分較有力的批評，甚至封鎖部分留言者的IP。在CWHK 23過後，更刪除整個留言版。[13]
- 場地及人流問題：多年來CWHK的舉辦場地過小、場內過擠、人流控制欠佳之問題，都無法改善。[14]
- 娃娃問題：大會在CWHK 19，基於有商業贊助，突然在會場內引入本來不屬於香港同人圈子的娃娃比賽，更有多個純粹展出娃娃、沒有任何同人創作或精品的「純娃檔」。其後商業贊助停止，大會則突然對娃界申請者設立限制，不許他們售賣娃的周邊自創裝設，但卻容許「純娃檔」。此舉亦做成部分同人界人士仇視娃界。[15]
- 售賣市面漫畫問題：大會不許參展組織售賣市面漫畫及周邊精品，也禁止大量販售二手同人誌，連寄賣香港以外的同人誌也要事先申請，並有數量限制。但同時大會卻在主辦者攤位內售賣二手的市面漫畫，當中更有十八禁漫畫或畫集而未經封條。這活動更在宣傳海報裏作為噱頭，令人們批評大會「州官放火」。除了CWHK23及CWHK44大會分別將活動所得的款項會捐給慈善團體耆康會及動物朋友（Animal Friends）[16]外，其餘各屆的收益均去向不明。
- 「黑箱作業」問題：大會多年來一直拒絕公佈其財政及人力運作情況，使同人界人士連建議都難以給予，被批評為「黑箱作業」。
- 「明光社」及「電報辦」問題：CWHK的數屆會場內出現一群自稱「明光社」或「電影、報刊及物品管理辦事處（簡稱：電報辦）」的人士，他們專門檢控出售成人向物品的畫師及同人組織。例如在CWHK34舉辦期間，明光社於會場內進行「放蛇行動」，並強行沒收攤主作品[17]。雖然其後主辦單位安派專員預先審核各攤位作品以確保作品符合法律要求，但在CWHK41舉辦期間仍出現電報辦人士對場內作品進行檢控的事件，而事後主辦單位更沒有提供協助予受影響人士[17]。

## 外部連結
- CWHK官方網站（页面存档备份，存于）
- 《動漫線》：香港同人誌展銷會簡介